# Ans van Dijk
Anna van Dijk, detta Ans (Amsterdam, 24 dicembre 1905 – Weesperkarspel, 14 gennaio 1948), è stata una collaborazionista ebrea olandese che consegnò ebrei alla Germania nazista durante la seconda guerra mondiale. Fu l'unica donna olandese a essere giustiziata per crimini contro l'umanità.

## Biografia
Nata ad Amsterdam da Aron van Dijk e Katjee Bin, entrambi ebrei, nel 1928 sposò Bram Querido, ma si separò nel 1935. Intraprese una relazione omosessuale con una donna, Miep Stodel. Aprì un negozio di abbigliamento ad Amsterdam, chiamato Maison Evany. Nel 1941, dopo l'invasione tedesca dei Paesi Bassi, il negozio chiuse, conformemente alle restrizioni contro gli ebrei. La domenica di Pasqua del 1943, fu arrestata dall'ispettore Paul Schaap, del Dipartimento Affari Ebraici della polizia di Amsterdam. In cambio del suo rilascio, decise di collaborare con la Gestapo. Fingendo di far parte della resistenza olandese, si offrì di aiutare ebrei clandestini a trovare nascondigli o documenti falsi, intrappolando così circa 135 persone, tra cui i suoi familiari; un'ottantina circa morì nei campi di concentramento e di sterminio.
Potrebbe essere indirettamente responsabile della morte di 700 persone. Molti sostengono che fosse lei il delatore misterioso che il 4 agosto 1944 causò l'arresto di Anna Frank.
Al termine della guerra si trasferì a L'Aia, dove fu arrestata a casa di un'amica nel 1945. Durante il processo, si giustificò dicendo di aver agito a tutela della sua persona. Fu fucilata il 14 gennaio 1948 dopo aver ricevuto il battesimo.